# Kodai Enomoto
Kodai Enomoto (født 5. november 1994) er en japansk fodboldspiller.
Han har spillet for flere forskellige klubber i sin karriere, herunder Vegalta Sendai.